# 瓜分选票
瓜分選票（英語：Vote splitting），又称鎅票或界票，是在某一投票中，已有候選人的情况下，其他意识形态或政治立場相近的候选人仍然一并参选的现象。这会增加与瓜分选票者意识形态或政治立场不同的候选人获胜的机会。这一效应通常会发生在领先者当选制度中。

## 实例

### 美国
- 在1912年美国总统选举中，進步黨总统候选人西奥多·罗斯福比共和党候选人威廉·霍华德·塔夫脱多赢得了近70万张的选票[2]。伍德罗·威尔逊赢得此次选举后，共和党人开始担心老罗斯福可能会再次分裂共和党的选票[3]。
- 在2000年美国总统选举中，拉尔夫·纳德在佛罗里达州取得九万多票，引发佛罗里达州计票风波，最终乔治·W·布什仅以537票在佛罗里达州以微弱优势胜出，导致阿尔·戈尔败选[4][5]。

### 香港
- 2015年香港區議會選舉中，有人提供賄款，誘使屬於本土派的傘後組織參選泛民選區，以圖造成瓜分選票的結果。

### 中華民國
- 在1994年台北市長選舉中，國民黨候選人趙少康與新黨候選人黄大洲瓜分了統派和中間選民的選票，得到獨派和部分中間選民選票的民主進步黨候选人陳水扁當選台北市長。[6]
- 在1998年台北市長選舉中，國民黨候選人馬英九與新黨候選人王建煊決定性分出高下，偏中華派選民的選票順利集中投給馬英九，成功讓馬英九當選，陳水扁未能連任。[6]
- 在2000年中華民國總統選舉中，宋楚瑜退出國民黨，以無黨派身份參選，與國民黨總統候選人連戰相競爭。民主進步黨總統候選人陳水扁因藍營分裂而獲利，當選總統。[6]
- 在2024年中華民國總統選舉，原定競選的郭台銘宣布退出大選禮讓國民黨，其後柯文哲提出藍白合，因為與國民黨堅持民調正副問題而破裂三選競爭，使賴清德以少數40%得票率即當選總統。[7][8]